# Doctrina de la creación del Corán
La creación del Corán o creación coránica (Jalq al-Qur'an) es una posición doctrinal que sostiene que el Corán fue creado, en lugar de haber existido siempre y ser, por tanto, "no creado". En el mundo musulmán, el punto de vista opuesto, es que el Corán no es creado, es la postura aceptada entre la mayoría musulmana. Los musulmanes chiíes, por otro lado, defienden la creación del Corán.
La disputa sobre cuál era la verdad se convirtió en un importante punto de discusión en el islam primitivo. La escuela filosófica racionalista islámica conocida como Mutazila sostenía que si el Corán es la palabra de Dios, lógicamente Dios 'debe haber precedido a su propio discurso'. Se cree que el Corán expresa la voluntad eterna de Dios, pero la obra en sí debe haber sido creada por Él en algún momento.

## Historia
La controversia sobre la doctrina en el califato abasí llegó a su punto álgido durante el reinado del califa bd Allah al-Ma'mun. En 827, al-Ma'mun adoptó estatalmente la doctrina de la creación y, seis años más tarde, instituyó una inquisición conocida como mihna ('prueba') para "asegurar la aceptación de esta doctrina". La mihna continuó durante los reinados de los califas al-Mutásim y al-Wáthiq, y durante los primeros años del califa al-Mutawákkil. Aquellos que no aceptaban que el Corán hubiera sido creado eran castigados, encarcelados o incluso asesinados.
Según la tradición suní, cuando el tradicionista (muhadiz) Ahmad bin Hanbal fue "puesto a prueba", se negó a aceptar la doctrina de la creación a pesar de haber sido encarcelado durante dos años y azotado hasta quedar inconsciente. Finalmente, debido a la determinación de Ahmad ibn Hanbal, el califa al-Mutawákkil ʿAlā ’llāh, lo liberó y la doctrina mutazila fue silenciada durante un tiempo. En los años posteriores del Estado abasí, fue la minoría de musulmanes que creían en la creación coránica los que se vieron en el extremo receptor de la espada o el látigo.
El influyente erudito Al-Tabari (f. 923) declaró en su aqida ("credo") que (en palabras del historiador islámico Michael Cook) el Corán es:

La palabra increada de Dios sea como sea escrita o recitada, ya sea en el cielo o en la tierra, ya sea escrita en la 'tabla custodiada' o en las tablas de los escolares, ya sea inscrita en piedra o en papel, ya sea memorizada en el corazón o pronunciada; quien diga lo contrario es un infiel cuya sangre puede ser derramada, y de quien Dios se ha desvinculado.

La palabra increada de Dios, sea como sea que esté escrita o recitada, esté en el cielo o en la tierra, esté escrita en la "tabla custodiada" o en las tablas de los escolares, esté inscrita en piedra o en papel, esté memorizada en el corazón o pronunciada en la lengua; quien diga lo contrario es un infiel cuya sangre puede ser derramada y de quien Dios se ha desvinculado.

El jurista almorávide del siglo XII Cadí Ayyad, citando el trabajo de Málik ibn Anas, escribió que:

Dijo sobre alguien que dijo que el Corán fue creado: 'Es un incrédulo, así que mátalo'. Dijo en la versión de Ibn Nafi': 'Debe ser azotado y golpeado dolorosamente y encarcelado hasta que se arrepienta'. En la versión de Bishr ibn Bakr at-Tinnisi encontramos: 'Se le mata y no se acepta su arrepentimiento'.

## Argumentos e implicaciones

### Chiismo
La web del Proyecto de biblioteca islámica digital Ahlul Bayt, que recopila trabajos académicos chiitas, cita a Ash-Shaykh as-Saduq (también conocido como Abu Ja'far Muhammad ibn 'Ali Ibn Babawayh al-Qummi c. 923–991) por estar en desacuerdo con los suníes sobre el tema de la creación del Corán sobre la base de que los atributos de Dios de "hacer" (crear, dar sustento,...) no pueden ser eternos ya que requieren objetos a los que realizar acciones. Para que esto sea cierto, 'tendremos que admitir que el mundo siempre ha existido. Pero va en contra de nuestra creencia de que nada, excepto Dios, es eterno'. El autor Allamah Sayyid Sa'eed Akhtar Rizvi continúa diciendo que el hecho de que los eruditos suníes no hagan esta distinción e insistan en que 'todos sus atributos son eternos' es la causa de su creencia en que 'el kalam (discurso) de Dios es eterno, no creado'. Ajtar Rizvi afirma:

Pero a medida que nosotros, los Ithna 'asharis chiíes, distinguimos entre sus virtudes personales y sus acciones, decimos (citando a Ibn Babawayh):

'Nuestra creencia sobre el Corán es que es el discurso de Dios. Ha sido enviado por Él, es su revelación, su libro y su palabra. Todo Él es su creador, emisor y guardián...'

Sin embargo, el sitio también cita a otro destacado ayatolá chií, Sayyid Abulqasim al-Jui (1899-1992) (en Al-Bayan fi Tafsir al-Qur'an, los Prolegómenos al Corán), declarando que "la cuestión de si el Corán fue creado o eterno es un asunto ajeno que no tiene relación con la doctrina islámica", y culpa a la intrusión de las ideas de la ajena "filosofía griega" en la comunidad musulmana de dividir a la Ummah "en facciones que se acusaban mutuamente de incredulidad".

### Mutazila
Los seguidores de la escuela mutazilí, conocidos como mutazilíes, son más conocidos por rechazar la doctrina del Corán como increado y coeterno con Dios, afirmando que si el Corán es la palabra de Dios, lógicamente "debe haber precedido a su propio discurso".
Basándose en el versículo Q.2:106 de Al-Báqara, algunos mutazilíes también argumentaron que si el Corán podía estar sujeto a abrogación, con un nuevo versículo abrogando uno anterior, no podía ser eterno. Sin embargo, otros mutazilíes negaban la teoría de la abrogación y no creían que ningún versículo del Corán fuera abrogado.

### Consecuencias
La académica Malise Ruthven sostiene que los creyentes en un Corán increado y, por tanto, eterno e inmutable, también defendían la predestinación de la vida después del más allá de los mortales. Las dos ideas están asociadas (según Rwekaza Sympho Mukandala) porque si hay predestinación (si todos los acontecimientos, incluida la vida después de la muerte de todos los seres humanos, han sido decididos por Dios), entonces Dios "en su omnipotencia y omnisciencia debe haber querido y conocido" los acontecimientos relatados en el Corán.
Los creyentes en un Corán creado enfatizan el libre albedrío otorgado a los mortales, que serían recompensados o castigados según lo que eligieran en la vida el día del juicio. Los defensores del Corán 'creado' enfatizaban las referencias a un Corán 'árabe' que aparecen en el texto divino, señalando que si el Corán no fue creado, era, como Dios, un ser eterno. Esto le otorgaba (argumentaban) un estatus similar al de Dios, constituyendo una forma de biteísmo o shirk.
Rémi Brague argumenta que si bien un Corán creado puede interpretarse 'en el sentido jurídico de la palabra', un Corán no creado solo puede aplicarse - la aplicación solo es susceptible de 'explicación gramatical (tasfir) y elucidación mística (ta'wil)' — no interpretarse.

## Tiempos modernos
En los tiempos modernos, ha habido varios eruditos y pensadores que abogaron por una rehabilitación de la posición mutazilí sobre la creación del Corán, incluidos Muhammad Abduh y el erudito islámico argelino-francés Mohammed Arkoun.